# 西区 (大邱广域市)

行政區劃圖

西區（：／ Seo gu */?）是大韓民國大邱廣域市的一個區，位於大邱市中西部，於1963年設立。面積17.51平方公里，2009年人口230,761人。下分17洞。

## 行政區域
- 飛山1洞
- 飛山2,3洞
- 飛山4洞
- 飛山5洞
- 飛山6洞
- 內唐1洞
- 內唐2,3洞
- 內唐4洞
- 坪里1洞
- 坪里2洞
- 坪里3洞
- 坪里4洞
- 坪里5洞
- 坪里6洞
- 上中梨洞
- 院垈洞

## 姐妹城市
- 大韓民國光州廣域市西區
- 中华人民共和国天津市河西區